# Cartoon Network (Reino Unido e Irlanda)
Cartoon Network (comúnmente abreviado como CN) es un canal de televisión por suscripción británico que transmite programación animada dirigida a niños de 7 a 15 años. Es propiedad de Warner Bros. Discovery, bajo su división Internacional Warner Bros. Discovery EMEA.
El canal fue lanzado inicialmente el 17 de septiembre de 1993 como una gran señal paneuropea que servía al mercado del Reino Unido, junto con Europa Occidental y del Norte. En 1999, Cartoon Network escindió esta señal agregando más pistas de idiomas a ciertos programas, y creando una nueva señal para el Reino Unido, en inglés y con los mismos horarios. El 15 de octubre de ese año, la rama británica de este feed se separó por completo y fue codificado, así se convirtió en la una sola señal para el Reino Unido e Irlanda, junto con el lanzamiento independiente de TNT.

## Historia

### Prelanzamiento
En octubre de 1992, se lanzó la primera señal (original estadounidense) de Cartoon Network en el CNN Center, Atlanta, Estados Unidos. Cartoon Network fue creada como respuesta a que Turner Entertainment adquiriera la biblioteca de dibujos animados y películas de MGM en 1986, y la posterior adquisición del estudio de animación y biblioteca de dibujos animados Hanna-Barbera en 1991. Como resultado de la compra de Turner de la biblioteca de películas y dibujos animados de MGM, también se adquirió contenido de Warner Bros. anteriores a 1948, incluidos los primeros cortos de Looney Tunes y Merrie Melodies.
Cuando se lanzó en los Estados Unidos, Cartoon Network tenía una biblioteca de 8500 horas de dibujos animados, y se convirtió en el primer canal exclusivamente dedicado a dibujos animados.
En abril de 1993, Cartoon Network se expandió a los mercados extranjeros con el lanzamiento de una versión latinoamericana de Cartoon Network doblada al español, portugués e inglés. La gran biblioteca de animación de Cartoon Network tenía una gran demanda en Europa occidental y, como respuesta a la demanda de los consumidores, Astra 1C, el satélite en el que retransmitía Cartoon Network, se lanzó en mayo de 1993 a bordo de un cohete Ariane 42L de Kourou, Guyana Francesa. Cartoon Network Europa se lanzó el 17 de septiembre de 1993, transmitiendo desde Londres. Se lanzó solo menos de 12 meses después de la versión estadounidense original y solo 16 días después de Nickelodeon.

### Lanzamiento
Cartoon Network originalmente compartía la misma señal con TNT y funcionaba desde la 5 de la mañana hasta las 7 de la tarde; TNT empezaba a las 7:00 p. m. y transmitía hasta las 5:00 a. m. El primer logotipo fue el tema Tablero de ajedrez, que mostraba gráficos de su contraparte estadounidense y duró hasta 1999. El paquete de marca Checkerboard fue desarrollado por Hatmaker Studios, ahora fusionado, y siendo parte de su compañía hermana - Corey, McPherson y Nash. También a diferencia de Nickelodeon, que formaba parte de Sky Multichannels, Cartoon Network era gratuito en toda Europa.

### Canal de 24 horas
En agosto de 1996, Cartoon Network comenzó a funcionar durante dos horas más hasta las 9 de la noche, y en diciembre de 1996, se convirtió en un canal de 24 horas (exclusivamente en el cable), al igual que TNT en el satélite Astra 1G. Sin embargo, una versión de tiempo compartido del canal llamado TNT & Cartoon Network continuó apareciendo en algunos proveedores.[cita requerida]  En diciembre de 1998, Cartoon Network fue lanzado como parte de la plataforma satelital Sky Digital en el satélite Astra 2A. Además, en febrero de 1997, el proveedor de cable holandés A2000 / KTA agregó los canales de Cartoon Network y TNT de 24 horas a su línea de programación.
Desde noviembre de 1998, Cartoon Network fue parte del paquete de canales de ITV Digital, transmitiéndose las 24 horas del día hasta que el servicio colapsó en mayo de 2002.

### Separación de la señal paneuropea
En octubre de 1999, Cartoon Network dejó de ser un canal paneuropeo, fue entonces cuando el canal analógico del transpondedor compartido del Astra 1C se mezcló con VideoCrypt y cuando se lanzó la versión análoga de TNT para Reino Unido e Irlanda (que no llegó a durar un año). Antes de esta fecha, la versión europea de Cartoon Network se trasladó a Sirius II para servir a Europa Central en agosto de 1999 y las versiones en francés y en español fueron estrenadas al mismo tiempo el mismo mes, dejando la versión anteriormente paneuropea en el Astra 1C actuando como una señal de facto gratuita y secundaria/de transición para aquellos países europeos que se preparaban para lanzar sus propias versiones locales de Cartoon Network.
TNT cambió su programación de películas clásicas a entretenimiento general cuando las películas se trasladaron a TCM estrenado en octubre de 1999; TNT UK dejó de existir en julio de 2000 y fue reemplazada por una versión analógica de TCM que emitió hasta 2004 en señal abierta.
Durante finales de los años 1990 y principios de los 2000, Turner Entertainment Networks International comenzó a localizar sus canales para adaptarse a diferentes audiencias en diferentes países de Europa, Medio Oriente y África.

### Posterior a la división paneuropea
Después de la división paneuropea, Cartoon Network se renovó el 15 de octubre de 1999 con el lanzamiento de una variante única y más intensiva del tema "Powerhouse" que tenía formas y mosaicos con líneas y videoclips de personajes de varios programas mostrados en Cartoon Network. Este paquete duró hasta el 1 de septiembre de 2002 en el Reino Unido y se utilizó en toda Europa el 30 de septiembre de 2002..
El 30 de junio de 2001, la alimentación analógica de Astra 1C de Cartoon Network y TCM dejó de transmitir, fue entonces cuando Sky terminó sus servicios analógicos.
El 4 de abril de 2005, después de su introducción en los Estados Unidos, Cartoon Network adoptó la era CN City hasta el 30 de mayo de 2007.
El 31 de mayo de 2007, Cartoon Network cambió su branding a una apariencia similar a las utilizadas durante 1999 a 2005, esta marca se conoció como Arrow Era. También hubo identificadores alternativos de Arrow Era diseñados por el estudio de diseño, Stardust, que tenía un estilo 3D, en lugar del estilo 2D utilizado por los otros identificadores de Arrow Era. La versión británica e irlandesa de Cartoon Network usaba identificadores de Arrow Era en 2D y 3D, mientras que otros canales de Cartoon Network que usaban Arrow Era generalmente usaban solo uno. Estas marcas duraron hasta el 3 de octubre de 2010.[cita requerida]
El 4 de octubre de 2010, la versión británica de Cartoon Network presentó su marca y logotipo actuales, mientras que Cartoon Network Too todavía utilizaba la marca Arrow Era hasta el 2012. Esta marca se utilizó en la versión estadounidense desde el 5 de junio de 2010. El logotipo se movió de la esquina superior derecha a la esquina inferior derecha, como en Estados Unidos y Latinoamérica.
El 1 de abril de 2014, el logotipo de Cartoon Network volvió a la esquina superior derecha y un nuevo banner Next con gráficos del nuevo paquete de marca Check It 3.0. Ese mismo mes se cerró Cartoon Network Too y se reemplazó con la reinstalación de un servicio de turno de una hora llamado Cartoon Network +1, que se había cerrado el 5 de marzo de 2006.
Check It 3.0 se implementó por completo en Cartoon Network el 21 de julio de 2014 para el inicio oficial de las vacaciones escolares de verano en el Reino Unido, Ninjago: Masters of Spinjitzu también se estrenó en el canal el mismo día. En noviembre de 2015, Cartoon Network lanzó su campaña contra el acoso escolar junto con Childline llamada Cartoon Network Buddy Network.

## Programación
Cuando Cartoon Network fue lanzada inicialmente, su programación estaba compuesta principalmente de dibujos animados cortos de Warner Bros., Teletoon y otros estudios, como Looney Tunes, Merrie Melodies y Tom y Jerry. Unos años después, comenzó a transmitir su propia programación como The Powerpuff Girls y Dexter's Laboratory. Con el tiempo, la mayor parte de la programación adquirida de Cartoon Network se dejó de lado, y la serie animada original de la compañía ocupó la mayoría de los horarios de Cartoon Network.
El bloque Toonami empezó en septiembre de 2000, el cual posteriormente fue lanzado como canal en 2003.

## Logotipos

El logotipo original de Cartoon Network, utilizado desde el 17 de septiembre de 1993 hasta el 4 de abril de 2005.
Segundo logotipo de Cartoon Network, utilizado desde el 4 de abril de 2005 hasta el 4 de octubre de 2010.
Logotipo actual de Cartoon Network, utilizado desde el 4 de octubre de 2010.

## Señales hermanas

### Boomerang
En mayo de 2000, Cartoon Network lanzó Boomerang UK en el Reino Unido e Irlanda, y la mayoría de los dibujos animados "clásicos" se trasladaron de Cartoon Network a Boomerang, que inicialmente se transmitió desde 6 a. m. a 12 a. m.
En octubre de 2001, Boomerang se convirtió en un canal de 24 horas y los dibujos animados "clásicos" restantes también se trasladaron a Boomerang.

### Cartoonito
En mayo de 2007, Cartoonito UK se lanzó como un canal preescolar que reemplazó a Cartoon Network Too (que a su vez se trasladó reemplazando a Toonami). Cartoonito se emitió todos los días de 3 a. m. a 9 p. m., compartiendo señal con TCM 2, señal secundaria de TCM. En enero de 2018, Cartoonito comenzó a transmitirse oficialmente las 24 horas del día.

## Señales hermanas extintas

### CNX
CNX fue un canal operado por Turner Broadcasting System Europe en el Reino Unido e Irlanda entre 2002 y 2003. Estaba dirigido a un público masculino, con programación diurna dirigida a niños mayores y adolescentes, y programación nocturna dirigida a adolescentes mayores y adultos jóvenes. CNX se transmitió en la sección 'Entretenimiento' de la guía del programa Sky, y también estaba disponible por cable. Fue reemplazado por Toonami en 2003.

### Toonami
Toonami fue lanzado en septiembre de 2003 mostrando los programas de acción. Toonami había reemplazado originalmente a CNX, que se lanzó en octubre de 2002. En mayo de 2007, Toonami fue reemplazado por Cartoon Network Too.

### Cartoon Network Too
En abril de 2006, Cartoon Network Too se lanzó en Sky el mismo día que la hermana TCM 2 y Nick Jr. 2, transmitiendo dibujos animados hechos principalmente por Hanna-Barbera como Dexter's Laboratory, The Powerpuff Girls, Johnny Bravo y Wacky Races. Cartoon Network Too se emitió desde 3 a. m. a las 7 pm todos los días hasta mayo de 2007, cuando se convirtió en un canal de 24 horas, ocupando el lugar de Toonami y adquiriendo una nueva identidad. La señal anterior fue ocupada por Cartoonito.
En abril de 2014, Cartoon Network Too fue reemplazado por una versión relanzada de Cartoon Network +1.

## Servicios relacionados

### Cartoon Network +1
Cartoon Network +1 se lanzó originalmente en 1998 como una versión con un cambio de programación de una hora de Cartoon Network, antes de ser reemplazado por Cartoon Network Too en abril de 2006. Cartoon Network +1 se relanzó en abril de 2014 reemplazando a Cartoon Network Too, de igual forma que Cartoon Network Too los había reemplazado en 2006. En julio de 2018, Cartoon Network +1 fue reemplazado temporalmente por un canal emergente temático de Ben 10, el canal volvió a Cartoon Network +1 en julio de 2018.

### Cartoon Network HD
En septiembre de 2011, Cartoon Network HD, una señal en alta definición, fue lanzada en Sky. En enero de 2013, Cartoon Network HD se lanzó en la plataforma de televisión por cable de Virgin Media.